# Praia dos Amores (Santa Catarina)
Praia dos Amores, em Itajaí, SC
A Praia dos Amores  é uma praia localizada em Itajaí, no estado brasileiro de Santa Catarina. Ela se situa em um espaço com mata fechada e é ocupada tanto por banhistas como por praticantes do surfe. O extremo esquerdo da praia dá-se o nome de Praia Brava. Também é um nome do bairro adjacente em Balneário Camboriú, após o córrego Araribá.